# Torneo de Sídney 2022
El Sídney Tennis Classic 2022 fue un evento de tenis de la ATP 250 y de la WTA 500, y se disputó en Sídney (Australia) en el Sídney Olympic Park y en cancha dura al aire libre, siendo parte de una serie de eventos que hacen de antesala al Abierto de Australia, desde el 17 hasta el 30 de enero de 2022.

## Distribución de puntos
| Modalidad            | Campeón | Finalista | Semifinales | Cuartos de final | 2ª ronda | 1ª ronda | Clasificados | 2ª ronda de clasificación | 1ª ronda de clasificación |
| Individual masculino | 250     | 165       | 100         | 50               | 25       | 0        | 13           | 7                         | 0                         |
| Dobles masculino     | 250     | 150       | 90          | 45               | 20       | 0        | -            | -                         | -                         |

| Modalidad           | Campeona | Finalista | Semifinales | Cuartos de final | 2ª ronda | 1ª ronda | Clasificadas | 3ª ronda de clasificación | 2ª ronda de clasificación | 1ª ronda de clasificación |
| Individual femenino | 470      | 305       | 185         | 100              | 55       | 1        | 25           | 18                        | 13                        | 1                         |
| Dobles femenino     | 470      | 305       | 185         | 100              | -        | 1        | -            | -                         | -                         | -                         |

## Cabezas de serie

### Individual masculino
| Tenista              | Ranking | Preclasificado |
| Aslán Karatsev       | 18      | 1              |
| Nikoloz Basilashvili | 22      | 2              |
| Daniel Evans         | 25      | 3              |
| Reilly Opelka        | 26      | 4              |
| Lorenzo Sonego       | 27      | 5              |
| Dušan Lajović        | 33      | 6              |
| Fabio Fognini        | 37      | 7              |
| David Goffin         | 39      | 8              |

- Ranking del 3 de enero de 2022.[3]

### Dobles masculino
| Tenista                           | Ranking | Preclasificado |
| Nikola Mektić Mate Pavić          | 3       | 1              |
| Juan Sebastián Cabal Robert Farah | 20      | 2              |
| John Peers Filip Polášek          | 22      | 3              |
| Tim Puetz Michael Venus           | 33      | 4              |
| Jamie Murray Bruno Soares         | 35      | 5              |
| Kevin Krawietz Andreas Mies       | 63      | 6              |
| Marcelo Arévalo Jean-Julien Rojer | 69      | 7              |
| Andrey Golubev Franko Škugor      | 81      | 8              |

### Individual femenino
| Tenista            | Ranking | Preclasificado |
| Ashleigh Barty     | 1       | 1              |
| Garbiñe Muguruza   | 3       | 2              |
| Barbora Krejčíková | 5       | 3              |
| Anett Kontaveit    | 7       | 4              |
| Paula Badosa       | 8       | 5              |
| Iga Świątek        | 9       | 6              |
| Ons Jabeur         | 10      | 7              |
| Sofia Kenin        | 12      | 8              |
| Elena Rybakina     | 14      | 9              |

- Ranking del 3 de enero de 2022.[4]

### Dobles femenino
| Tenista                           | Ranking | Preclasificada |
| Barbora Krejčíková Shuai Zhang    | 10      | 1              |
| Shuko Aoyama Ena Shibahara        | 10      | 2              |
| Gabriela Dabrowski Giuliana Olmos | 25      | 3              |
| Alexa Guarachi Nicole Melichar    | 25      | 4              |

## Campeones

### Individual masculino
Aslán Karatsev venció a  Andy Murray por 6-3, 6-3

### Individual femenino
Paula Badosa venció a  Barbora Krejčíková por 6-3, 4-6, 7-6(7-4)

### Dobles masculino
John Peers /  Filip Polášek vencieron a  Simone Bolelli /  Fabio Fognini por 7-5, 7-5

### Dobles femenino
Anna Danilina /  Beatriz Haddad Maia venciron a  Vivian Heisen /  Panna Udvardy por 4-6, 7-5, [10-8]